# Mar Ionio

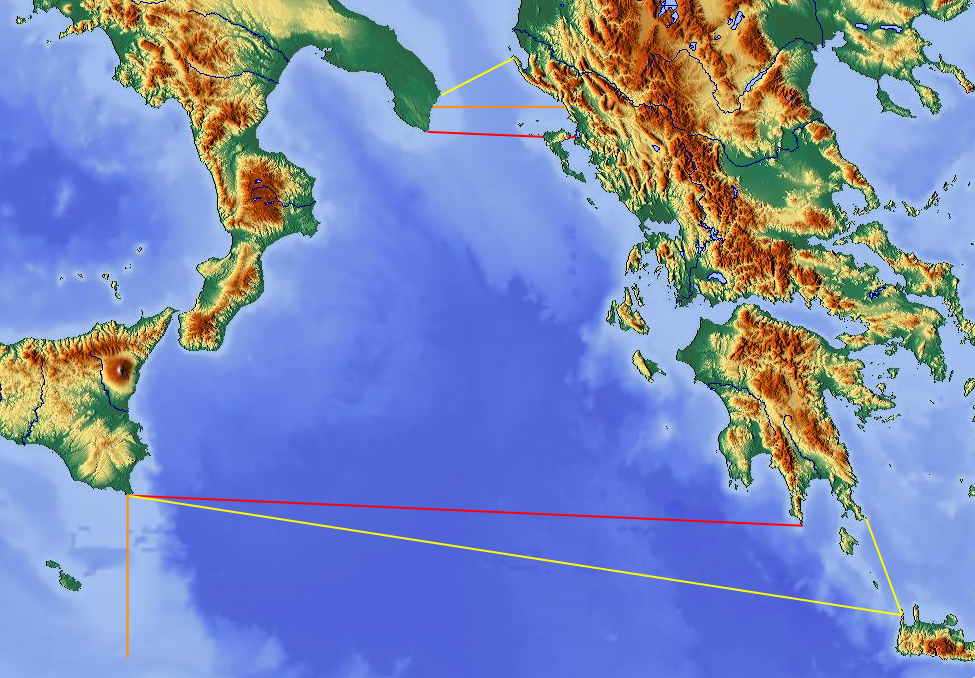
Limiti convenzionali del mar Ionio
In giallo i confini tradizionali, in rosso i confini definiti dall'Organizzazione idrografica internazionale, in arancione i confini utilizzati dal servizio meteorologico Meteomar.

Il mar Ionio, o Jonio (in greco antico: Ἰόνιος θάλασσα?, Iónios thálassa), è un bacino del mar Mediterraneo orientale, situato tra la Sicilia, l'Italia meridionale (Puglia, Basilicata e Calabria), l'Albania meridionale e la Grecia (Isole Ionie, Grecia Occidentale e Peloponneso).

## Etimologia
Il mar Ionio (o Jonio) deriva dal latino mare Ionium, in greco antico: Ἰόνιος θάλασσα?, Iónios thálassa e non è probabilmente collegato all'antica Ionia e a una delle stirpi tradizionali greche, gli Ioni il cui nome ha un'omega anziché un omicron. La leggenda dice che il mare si chiami così dal greco antico: Ἰώ?, Iṓ (Io), figlia di Inaco, signore di Argo, che fu amata da Zeus in forma di nube, e quindi perseguitata da Era; per sfuggire alla dea avrebbe attraversato a nuoto il mare.
Secondo un'altra leggenda, prende il nome dal personaggio della mitologia greca Ionio, figlio di Durazzo, nipote a sua volta di Epidamno figlio di Poseidone, dio del mare e dei terremoti. L'attestazione della dizione è riportata fin dal IV secolo a.C. e designava proprio quel tratto di mare che separa l'allora Illiria dall'Italia.

## Storia
Il nome di Ionio fu dato dapprima alla parte di mare compresa fra Corcira (Corfù) e il Promontorio Iapigio (a sud) e la costa italiana all'ingresso dell'Adriatico (a nord), e per estensione anche alla parte meridionale dell'Adriatico fino al Gargano (Erodoto, Tucidide). Nel I secolo, Strabone dava per limite settentrionale dello Ionio il Promontorio Acrocerauno  e specificava (nel libro VII) che «Il golfo Ionio è parte di quello che ora si chiama Adriatico», mentre indicava come Mare Siculo lo Ionio meridionale, ossia la parte compresa fra la Sicilia e il Peloponneso. 
Anche Claudio Tolomeo attesta che la delimitazione del bacino idrografico del mare Adriatico possiede un confine preciso sulla costa settentrionale del Gargano, vicino alla città di Hyrium, piccolo castelletto di fronte alle isole Diomedee. Per Tolomeo le località degli Apuli Peucenti (Egnatia, Barium), e le località degli Apuli Dauni (Salapia, Sipuntum, Apenestae, Monte Gargano ed Hyrium) si trovano sul mare Ionio, mentre le località dei Frentani (fiume Tifernus, Buca e Histonium) sul golfo del mare Adriatico.

## Geografia
Il mar Ionio è il bacino più profondo del Mediterraneo, infatti raggiunge in più punti una profondità di 4000 m e tocca i 5 270 m nell'abisso Calipso, a sud ovest del Peloponneso (36°34′N 21°07.44′E).
Vi si affacciano le regioni italiane di Puglia, Basilicata, Calabria e Sicilia, la prefettura albanese di Valona, le periferie greche di Epiro, Isole Ionie, Grecia Occidentale e Peloponneso. Sul golfo di Corinto si affacciano inoltre le unità periferiche di Focide e Beozia (periferia della Grecia Centrale) e Attica Occidentale (periferia dell'Attica). A quest'ultima periferia appartiene infine il comune di Cerigo, costituito dalle isole di Cerigo e Cerigotto, convenzionalmente poste anch'esse nel mar Ionio.
Le principali insenature sono, nella parte italiana, quelle di Taranto, di Squillace, di Catania; nella parte orientale quelle di Arta, di Patrasso, di Corinto, d'Arcadia, di Messenia, di Laconia.
La parte centrale dello Ionio è libera da isole, e queste mancano anche sul lato occidentale (se si escludono piccoli isolotti lungo la costa italiana), mentre sul lato orientale si succedono le Isole Ionie, alcuni isolotti in prossimità del Peloponneso (da Proti a Cervi), Cerigo e Cerigotto.
È collegato
- al mar Tirreno tramite lo Stretto di Messina;
- al Mar Libico attraverso una linea di confine che da Capo Passero, in Sicilia, arriva fino all'isola di Creta. In alternativa, l'Organizzazione idrografica internazionale riconosce come limite meridionale del mar Ionio il tratto da Capo Passero a Capo Matapan in Grecia[6]. Il servizio meteorologico italiano Meteomar pone il confine meridionale lungo il 35º parallelo, dall'isola di Creta fino al meridiano passante per Capo Passero[7];
- al mar Egeo attraverso il canale di Corinto, e – più a sud – tramite una linea di demarcazione compresa fra capo Malea nel Peloponneso e l'isolotto di Agria, di fronte a capo Busa (Vouxa) sull'isola di Creta (35°37′42.03″N 23°35′44.91″E);
- al mare Adriatico tramite il Canale d'Otranto, ossia lo stretto di mare fra Capo Linguetta, sulla costa albanese, e Punta Palascia, sulla costa italiana (linea A in figura).

Riguardo alla linea di demarcazione tra Ionio e Adriatico, occorre precisare che esistono altre due convenzioni nautiche, che per esigenze di semplificazione seguono le linee dei paralleli e dei meridiani, discostandosi quindi dalla definizione fin qui data. In particolare:
- ai fini meteorologici (Meteomar) e delle Informazioni Nautiche degli Avvisi ai Naviganti, il limite marittimo tra Adriatico Meridionale e Ionio Settentrionale è dato dal 40º parallelo nord (linea B in figura): sulla costa italiana corrisponde a Punta Mucurone nei pressi di Castro: 40°00′00″N 18°25′48″E, sulla costa albanese corrisponde alla costa nei pressi di Lukovë: 40°00′00″N 19°53′37″E
- per i restanti Avvisi ai Naviganti (portolani, fari e fanali, Navarea III, ecc.) il limite convenzionale fra costa ionica e costa adriatica è invece posto a Santa Maria di Leuca (Punta Mèliso) a 18°22' E.

L'Organizzazione idrografica internazionale, in coerenza con quest'ultima definizione, pone il limite meridionale dell'Adriatico lungo la linea immaginaria che va da punta Mèliso a capo Cefalo (39°45′07.31″N 19°37′45.5″E) sull'isola di Corfù (linea C in figura). Tra l'isola di Corfù e la costa albanese, il limite segue poi la linea da capo Karagol (39°45′14.6″N 19°56′43.47″E) fino alla foce del canale di Vivari (39°44′29.22″N 19°59′22.91″E), nei pressi di Butrinto. Quest'ultima convenzione comporta che la costa settentrionale dell'isola di Corfù e le isole Diapontie sarebbero bagnate dal mar Adriatico.

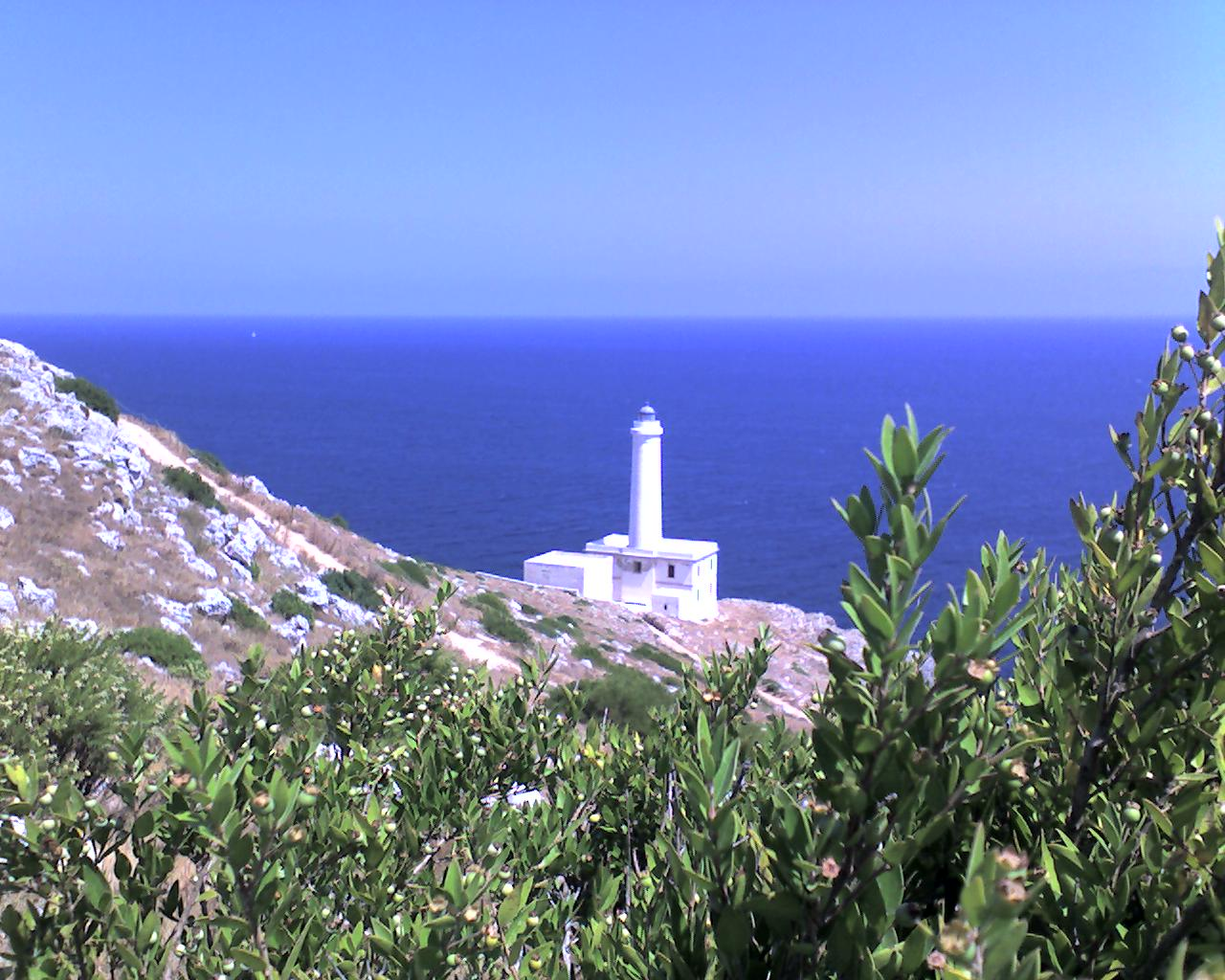
Capo d'Otranto

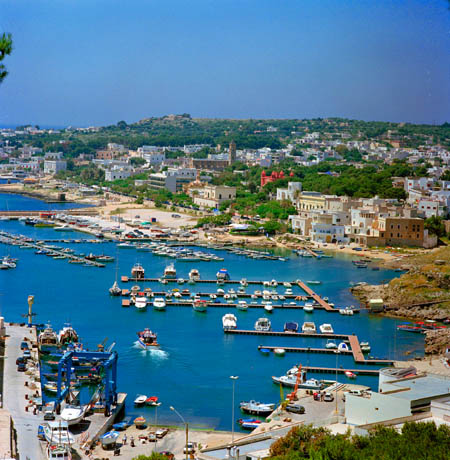
Santa Maria di Leuca

### Golfi
- Golfo di Valona
- Golfo di Taranto
- Golfo di Corigliano
- Golfo di Squillace
- Golfo di Catania
- Golfo di Noto
- Golfo di Arta
- Golfo di Patrasso
- Golfo di Corinto
- Golfo di Arcadia
- Golfo di Messenia
- Golfo di Laconia

### Isole
- Sazan
- Isole Ionie
- Cerigo
- Cerigotto

### Coste
- Costa degli Achei
- Costa degli Aranci
- Costa dei Gelsomini
- Costa dei Saraceni
- Costa jonica lucana

### Penisole

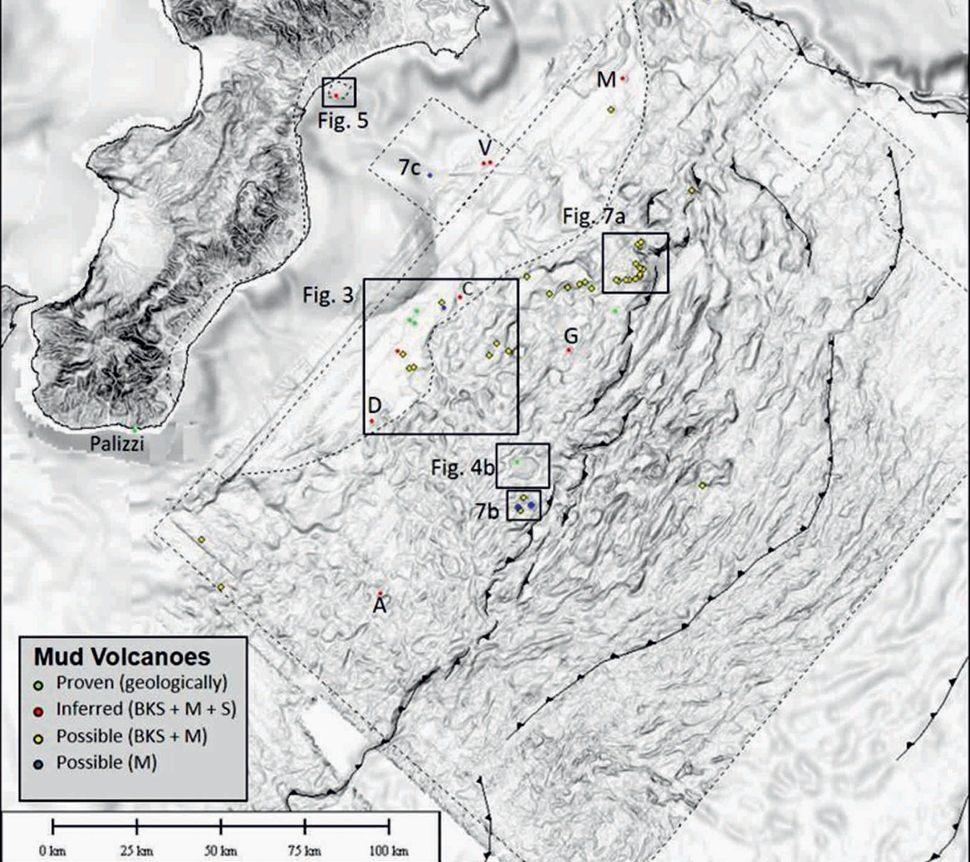
Vulcani di fango a sud-est della Calabria meridionale (in verde)

- Penisola di Karaburun
- Penisola salentina

## Vulcani di fango
Recentemente sono tati scoperti a sud dell'Aspromonte calabrese alcuni vulcani di fango sottomarini. Questi vulcani (che hanno il nome "Madonna dello Ionio", "Catanzaro" e "Pitagora") sono di piccole dimensioni ma sono probabilmente collegati ad altri vulcani di tipo magmatico, localizzati piu a sud nel profondo bacino centrale dello Ionio. Il "Catanzaro" si trova a pochi km dalla spiaggia di Catanzaro ad una profondita' di appena 150 metri.
Silvia Ceramicola afferma che recentemente e' stato identificato un quarto vulcano di fango (detto "Sartori") a quasi un centinaio di km piu' a sud-est dei citati tre vulcani di fango al largo della Calabria meridionale, e questo potrebbe indicare un possibile loro collegamento con l'Etna siciliano. Va precisato che vi sono altri possibili vulcani di fango (forse una cinquantina, secondo la Ceramicola) nella "scarpata calabrese" verso le profondita' abissali dello Ionio centrale

## Galleria d'immagini

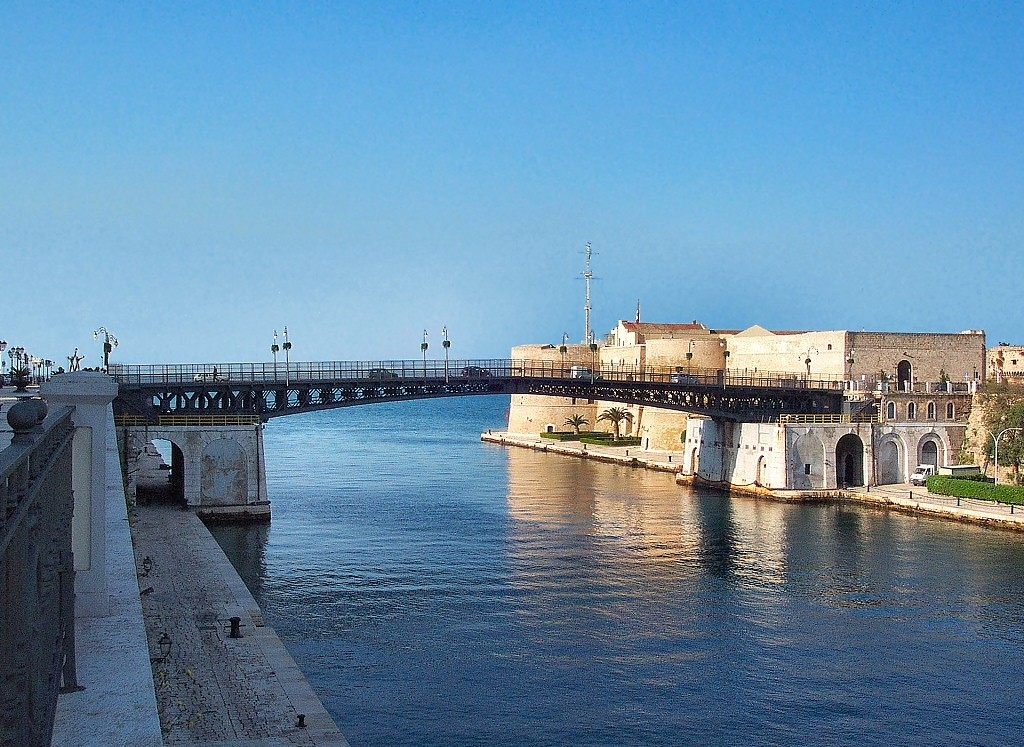
Taranto
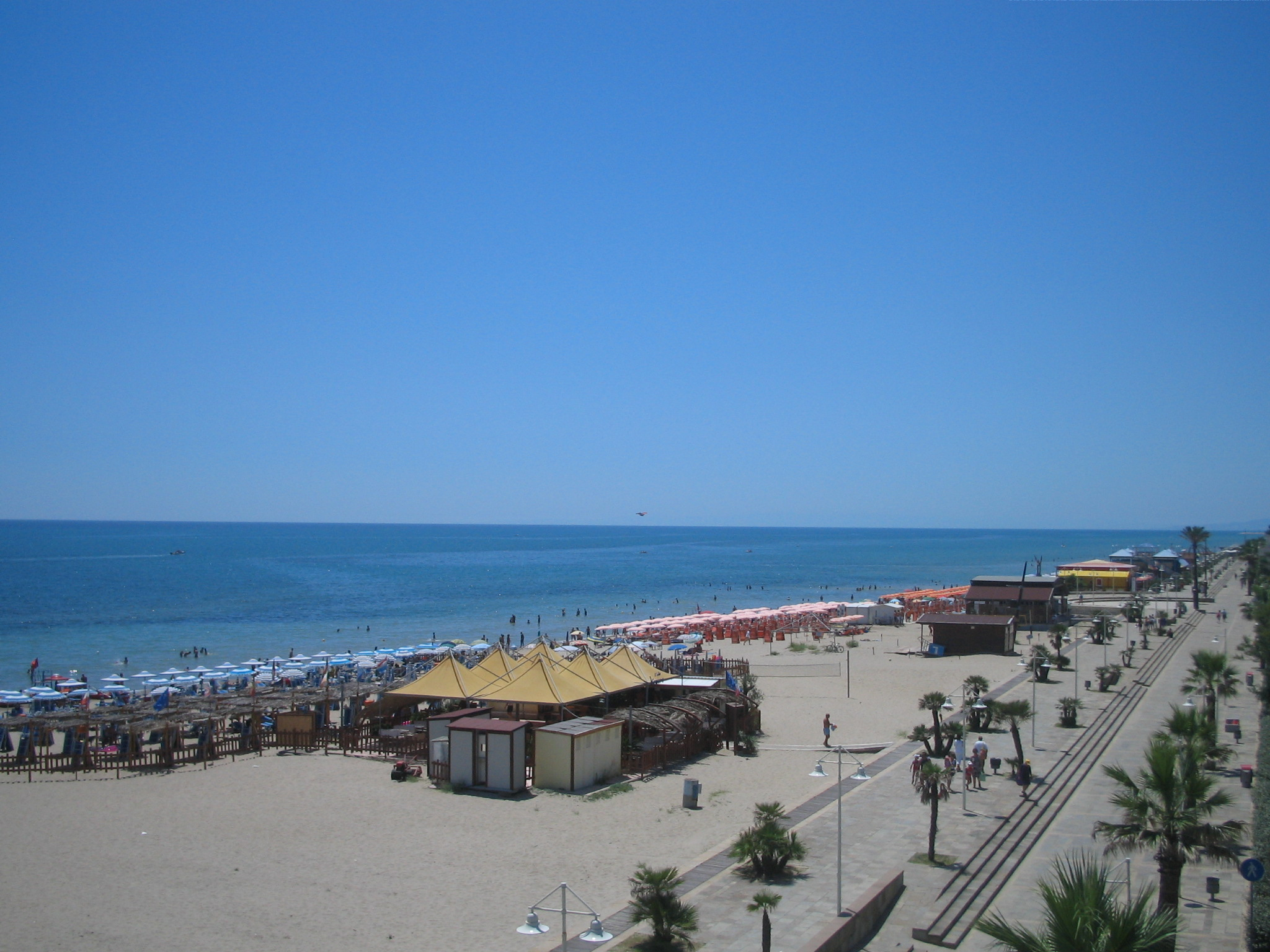
Lido di Metaponto
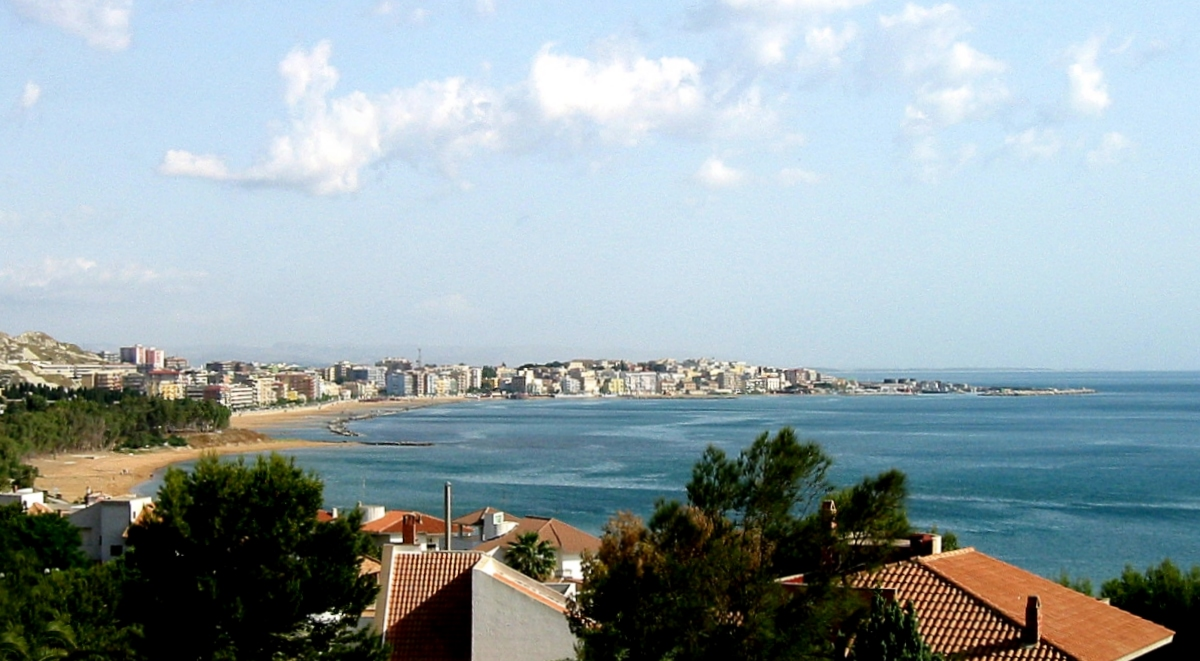
Crotone
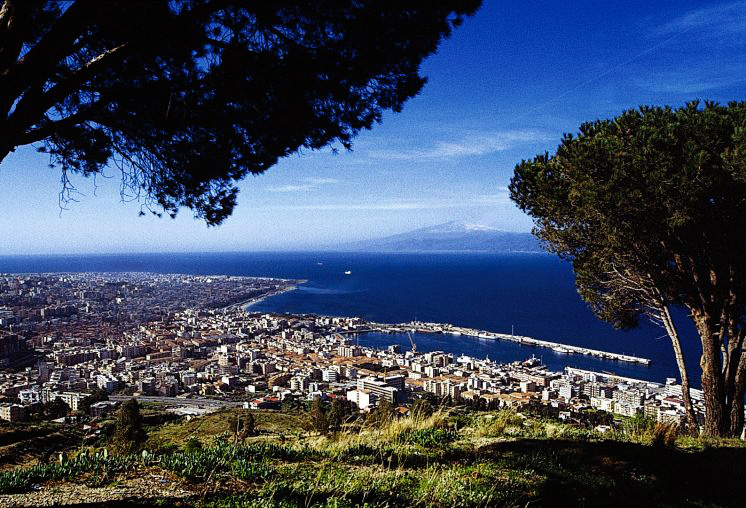
Reggio Calabria
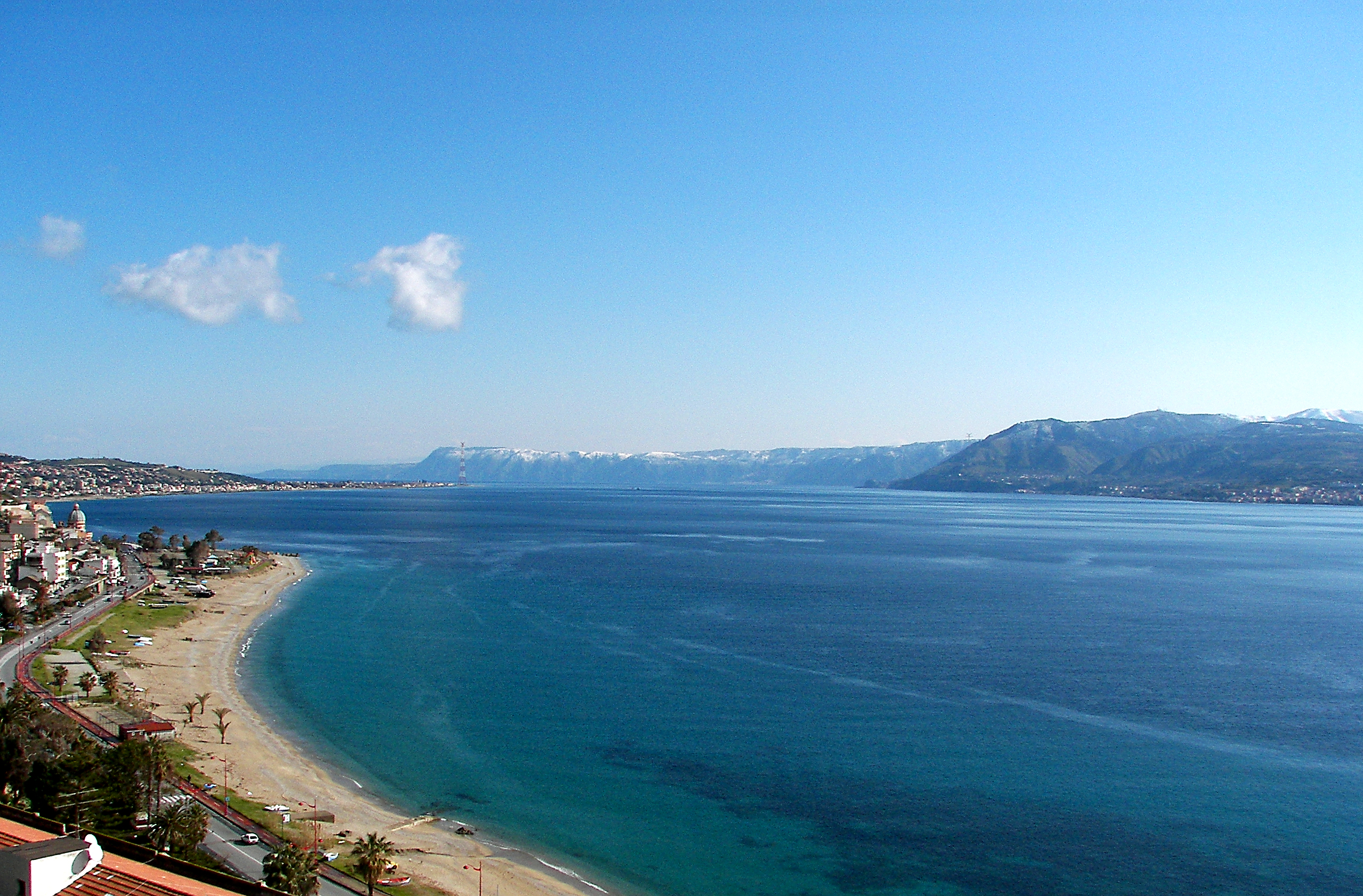
Stretto di Messina
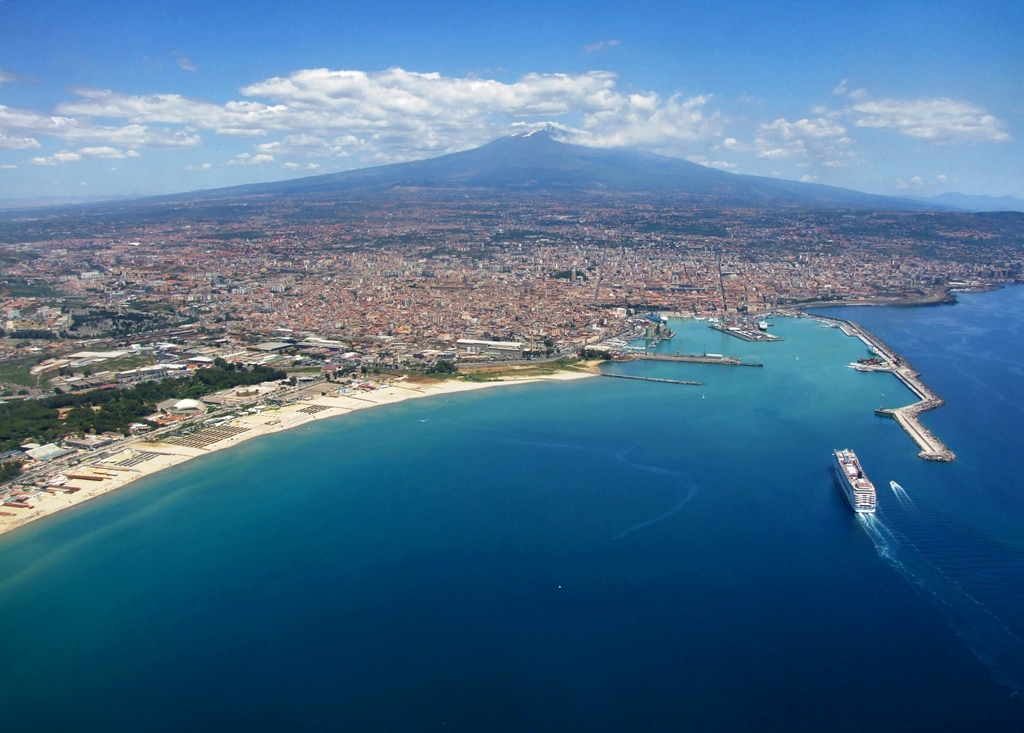
Catania e l'Etna sullo sfondo
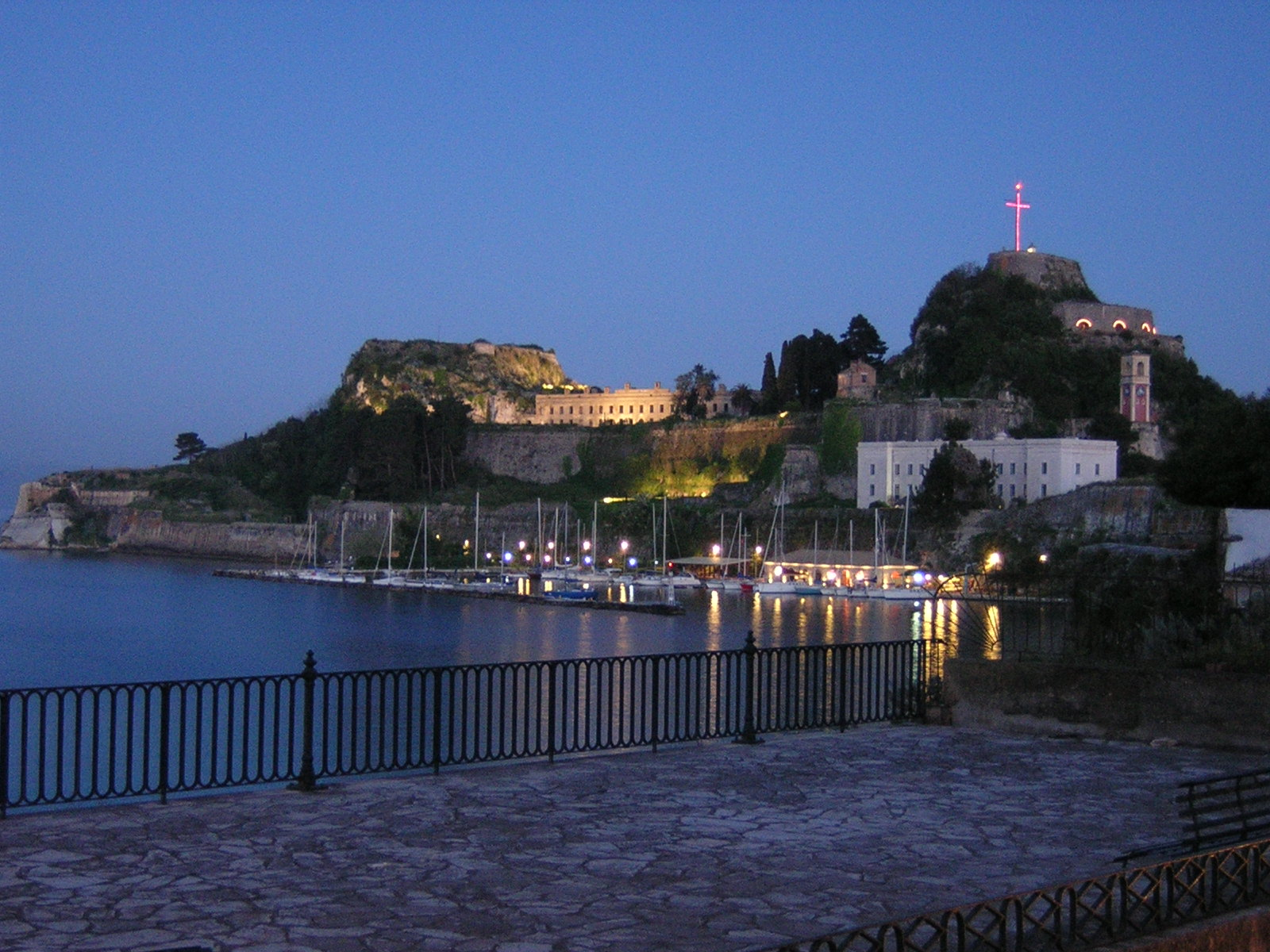
Corfù
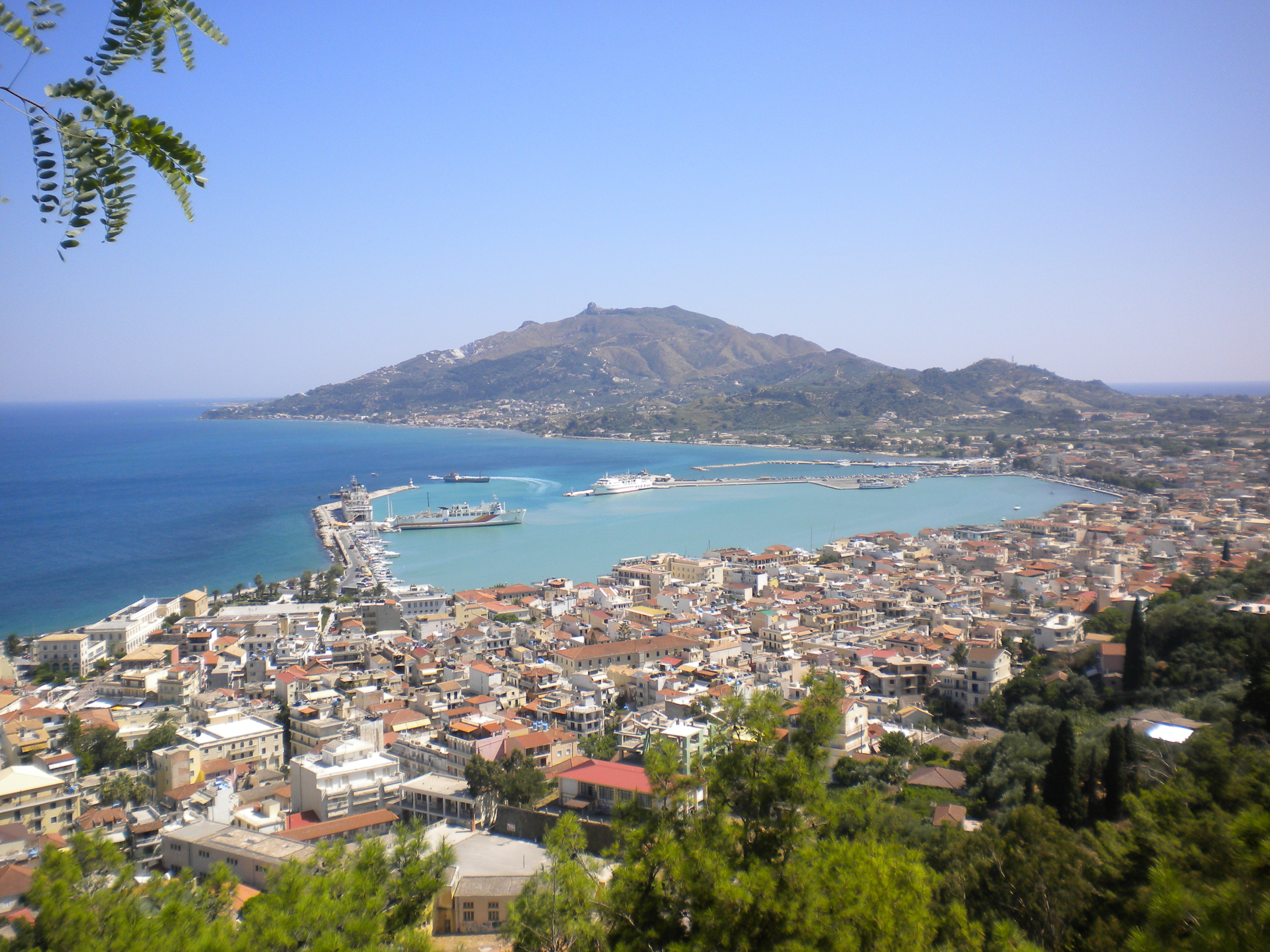
Zante